# Johann Heinrich Richartz

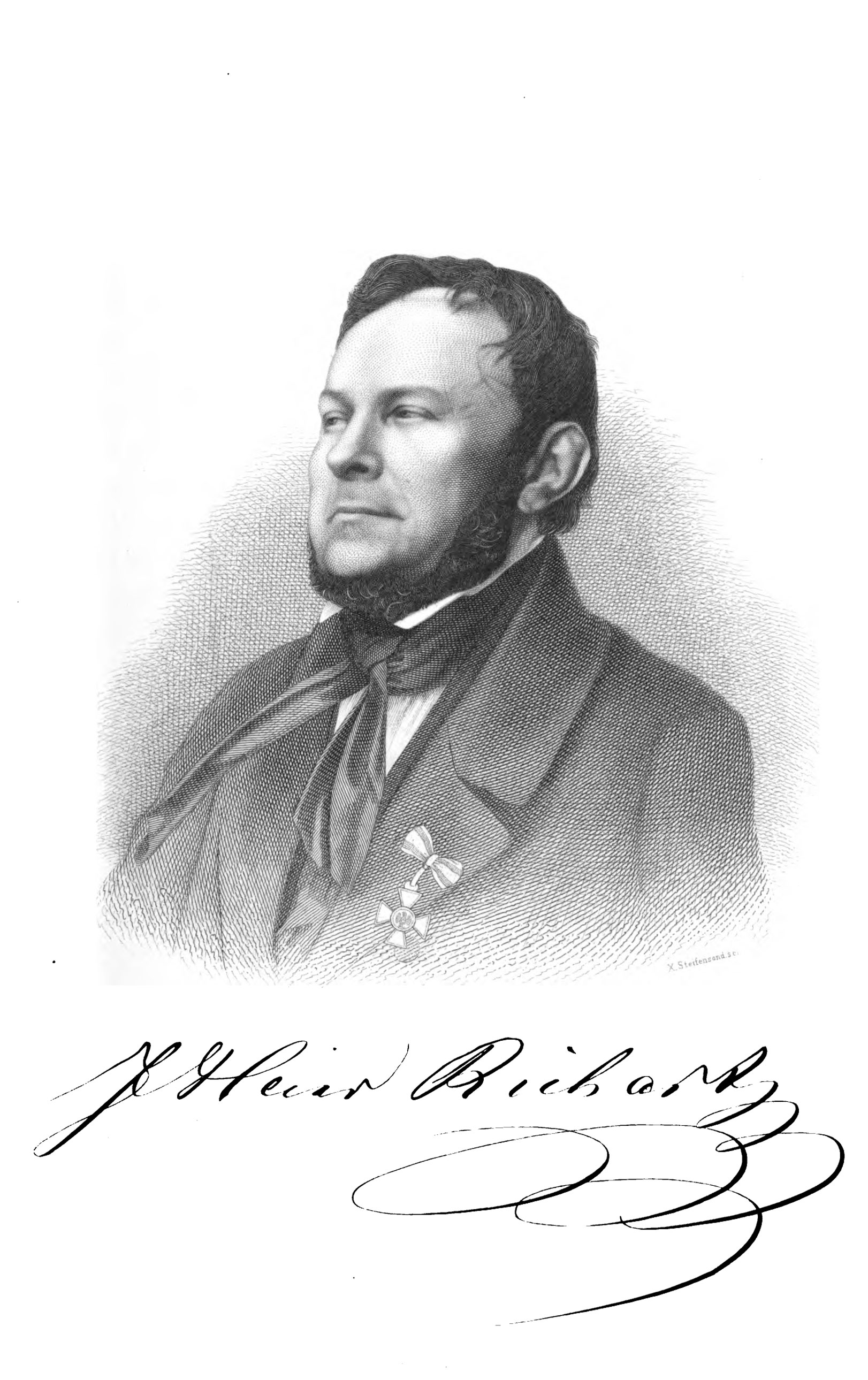
Johann Heinrich Richartz (15. Mai 1795 – 22. April 1861)

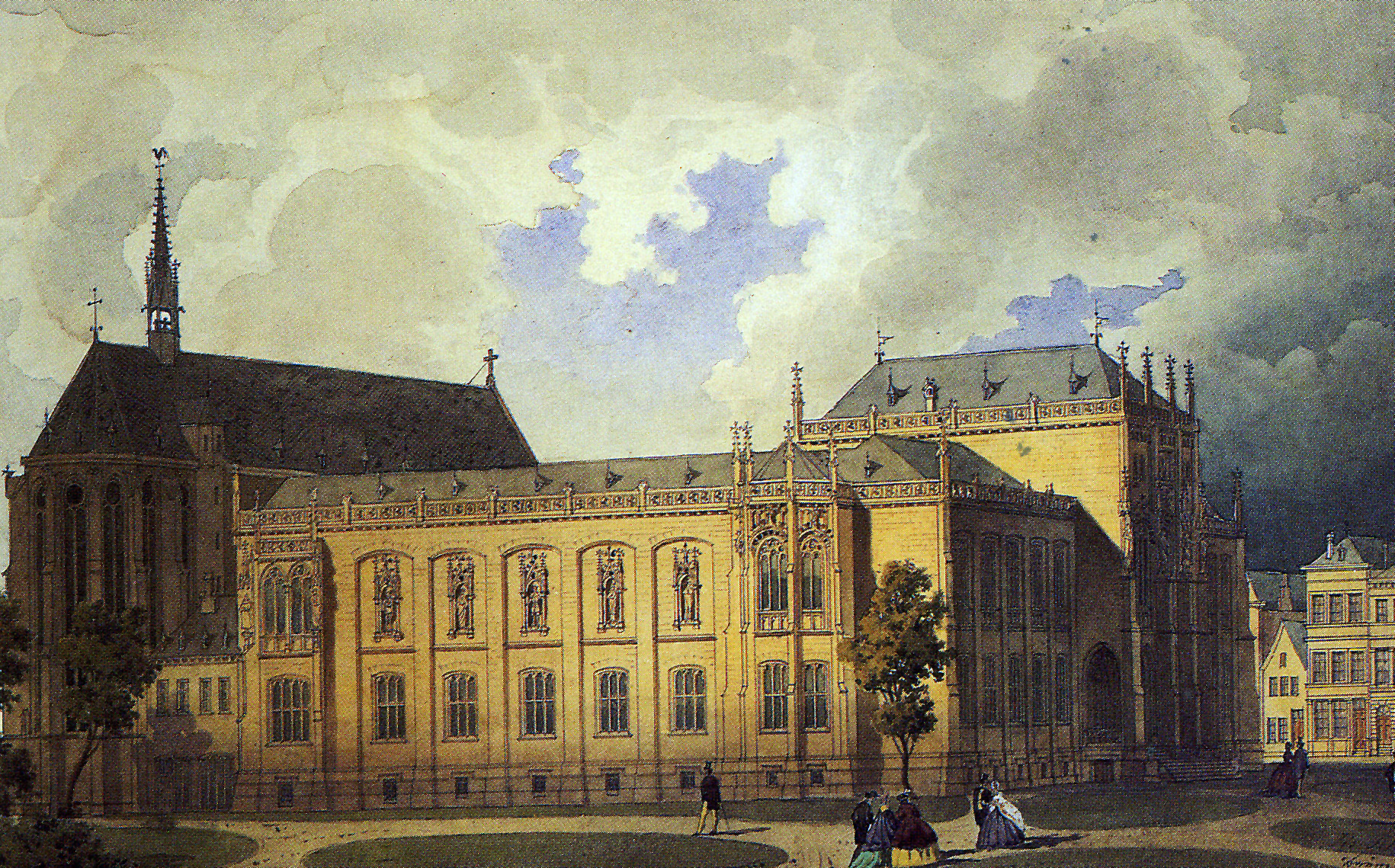
Das Wallraf-Richartz-Museum im Jahr seiner Eröffnung. Aquarell von Josef Felten, 1861 (Kölnisches Stadtmuseum)

Johann Heinrich Richartz (* 15. Mai 1796 in Köln; † 22. April 1861 ebenda) war ein deutscher Kaufmann und als Stifter des ersten Museumsbaus des Wallraf-Richartz-Museums ein bedeutender Mäzen.

## Biografie
Als Sohn einer Kölner Kaufmannsfamilie übernahm Johann Heinrich Richartz nach Lehrjahren in Mainz, Brüssel und Antwerpen die Geschäfte seines Vaters im Leder- und Wildhäute-Handel. Er expandierte und intensivierte durch Gesellschafter in den Handelsländern die Geschäftsbeziehungen nach Nord- und Südamerika, so dass die eigene Kölner Dependance J. H. Richartz & Co. bald in erfolgreiche Konkurrenz zu den Haupthandelskontoren in Antwerpen treten konnte.
Bis zu seinem Ruhestand im Jahr 1851 galt Richartz als „einfacher, nüchterner und anspruchsloser“ Bürger. Entsprechend überrascht war wohl der Rat der Stadt Köln, als Oberbürgermeister Stupp in der Ratssitzung vom 3. August 1854 ein Schreiben Richartz’ verlas, worin der Kaufmann sich anbot, „zur Bestreitung der Baukosten eines neuen städtischen Museums Anfangs nächsten Jahres an die Stadtkasse die Summe von einmalhunderttausend Thalern gegen eine jährliche Rente von vier vom Hundert einzuzahlen“. Das Museum an der Stelle des 1802 aufgehobenen Minoritenklosters sollte die Kunstsammlung des 1824 verstorbenen Sammlers Ferdinand Franz Wallraf aufnehmen, die dieser der Stadt vermacht hatte.
Weitere Zustiftungen folgten, so dass sich die Gesamtsumme seiner Stiftung auf insgesamt 277.000 Taler und damit auf mehr als die Hälfte der Baukosten des neuen Museums belief. Richartz starb noch vor Fertigstellung des Museumsbaus am 22. April 1861 nach kurzer Krankheit.
Mit seinem Testament hinterließ er weitere hunderttausend Taler zur Gründung einer städtischen Irrenanstalt, jedoch so, dass die Zinsen zehn Jahre lang zur Erwerbung von Gemälden älterer und neuerer Meister für das Museum verwandt werden sollten. Zum Ausbau der Kölner Minoritenkirche in direkter Nachbarschaft des Museums wurden 9000 Taler angewiesen, der Kölner Dom erhielt 2500 Taler und zur Dotation einer Freistelle an der rheinischen Musikschule vermachte er 2000 Taler.

## Würdigungen
- Friedrich Wilhelm IV. verlieh ihm den Titel eines königlichen Kommerzienrates und den roten Adlerorden 3. Klasse.
- Die Universal Society for the encouragement of arts and industry übersandte ihm im Juni 1857 eine goldene Medaille.
- Die königliche Akademie der Künste zu Berlin ernannte ihn 1860 zu ihrem Ehrenmitglied.

## Denkmäler
- Bronze-Sitzbild von Wilhelm Albermann (enthüllt am 10. April 1900) vor dem Museum für Angewandte Kunst, dem ehemaligen Standort des Wallraf-Richartz-Museums.
- Grabstein Johann Heinrich Richartz und Ferdinand Franz Wallrafs, den Namensgebern des Wallraf-Richartz-Museums, auf dem Kölner Melaten-Friedhof.
- Gedenktafel an Richartz’ Wohnhaus (auf dem Blaubach)

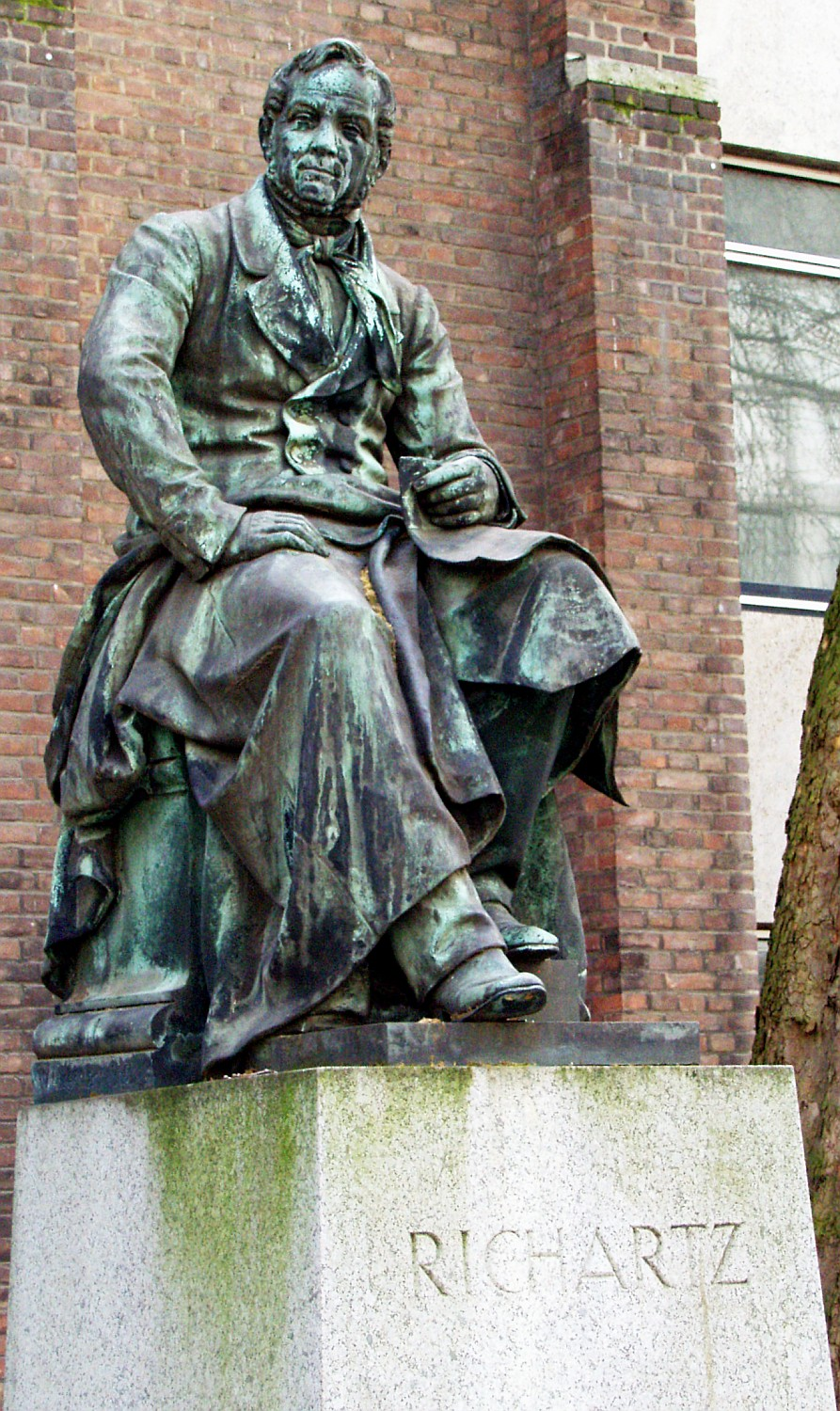
Bronze-Sitzbild von Johann Heinrich Richartz. (Wilhelm Alberman, 1900)
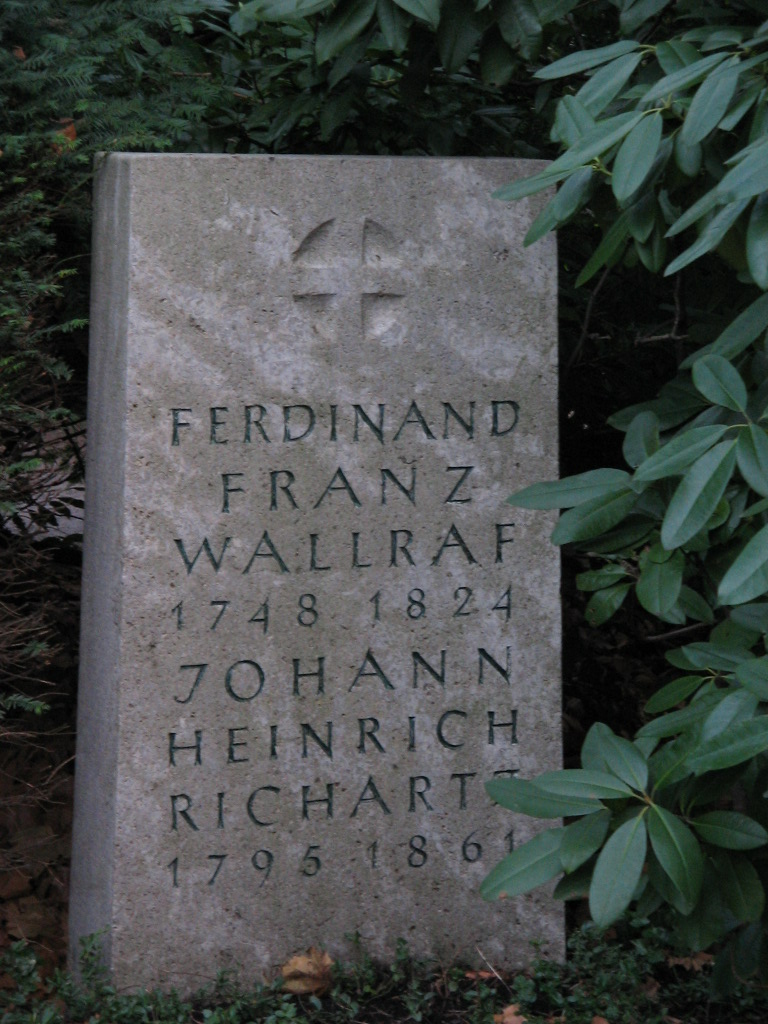
Gemeinsamer Grabstein von Ferdinand Franz Wallraf und Johann Heinrich Richartz

## Benennungen
- 1861 benannte die Stadt Köln das für die Kunstsammlungen Ferdinand Franz Wallrafs errichtete und von Richartz maßgeblich finanzierte „Wallraf-Richartz-Museum“ nach dem Sammler und dem Stifter.
- Richartzstraße in Köln, Verbindung von Wallraf-Platz und Minoritenstrasse entlang des ehemaligen Standortes des Wallraf-Richartz-Museums.